# TS Großburgwedel
Die TS Großburgwedel (Turnerschaft Großburgwedel e. V.) ist ein Sportverein aus Großburgwedel. Im November 2024 hatte die TSG mehr als 2600 Mitglieder.

## Geschichte
Die erste Herren-Mannschaft erreichte 2011 den Aufstieg in die 3. Liga. Heimspielstätte ist die Sporthalle auf der Ramhorst. Ab der Saison 2016/2017 bildete die TSG mit dem neu gegründeten Verein Handball Hannover-Burgwedel (HHB) die Handballspielgemeinschaft Burgwedel, mit dem Ziel, die Drittliga-Handballer unter dem HHB-Label spielen zu lassen.
Ab der Saison 2017/2018 trennten sich die TSG und der HHB. Der HHB stieg nach der Spielzeit 2021/22 aus der 3. Liga ab und spielt seitdem in der Oberliga Niedersachsen. In der Folgesaison gewann Handball Hannover-Burgwedel die Oberligameisterschaft, verzichtete jedoch auf den Aufstieg in die 3. Liga.
Seit der Saison 2024/25 bildet der HHB aus finanziellen Gründen eine Spielgemeinschaft mit der HSG Schaumburg-Nord, die unter dem Namen HSG Schaumburg in der Regionalliga Niedersachsen antritt.

## Amateurbereich
Die TS Großburgwedel hat als eigenständiger Verein sowohl im Herren-, als auch männlichen und weiblichen Jugendbereich auf Regionsebene bzw. unterer Landesebene eigene Handballmannschaften. Die Erste Herrenmannschaft spielt ab 2024/25 in der Regionsoberliga (VIII), welche durch die Zweitplatzierung in der Regionsliga 2023/34 mittels Relegation erreicht werden konnte.

## Persönlichkeiten
- Marius Kastening (Spielertrainer)
- Jörg-Uwe Lütt (Torwarttrainer)
- Nenad Bilbija
- Nei Cruz Portela
- Hans Kramer
- Bernd Munck
- Andrius Stelmokas
- Robertas Paužuolis
- Heiðmar Felixson

## Weitere Abteilungen
Der 1912 gegründete Verein bietet die Sportarten Turnen, Wettkampfturnen, Boxen, Aerobic, Kanu, Leichtathletik, Badminton, Ballett, Basketball, Prellball, Cheerleading, Hip Hop and Dance, Freizeitsport, Skilauf, Gymnastik, Tanzsport, Handball, Herzsport, Volleyball, Walking, Judo und Ju-Jutsu, Rope Skipping, Präventions- und Rehabilitationssport sowie Sport für Menschen mit Behinderungen an.

### Turnen
Die Turnerinnen des Vereins stiegen 2010 in die 1. Bundesliga auf. Auf Grund des mangelnden eigenen Kunstturnnachwuchses löste sich diese Mannschaft in den Folgejahren auf. 2024 startet mit Julia Klaus erstmals wieder eine TSG Turnerin, mit der KTG Hannover, in der 1. Kunstturnbundesliga.

### Basketball
Die TSG Basketballer melden sich 2024 zurück und starten erfolgreich in der U16m Regionalliga.